# فرودگاه یو-تاپائو رویال تای نیوی
فرودگاه یو-تاپائو رویال تای نیوی (به انگلیسی: U-Tapao Royal Thai Navy Airfield) یک فرودگاه است که در کشور تایلند قرار دارد.

## نگارخانه

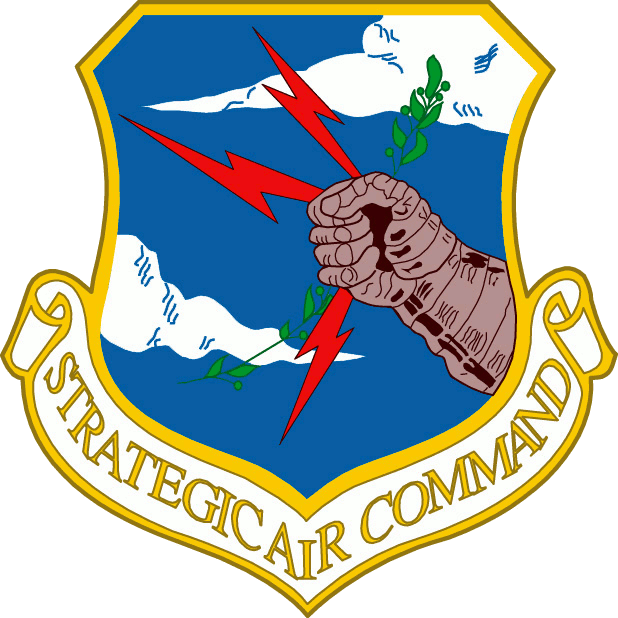
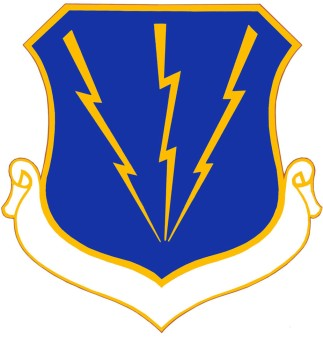
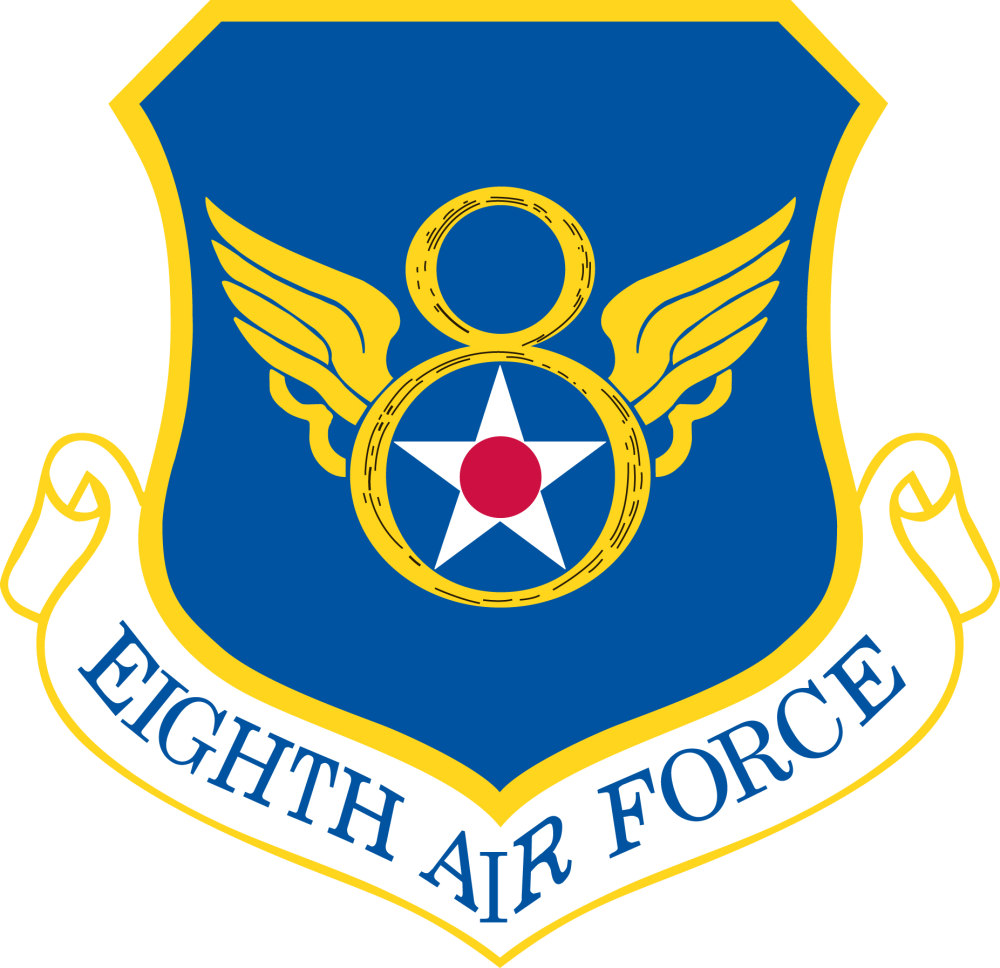
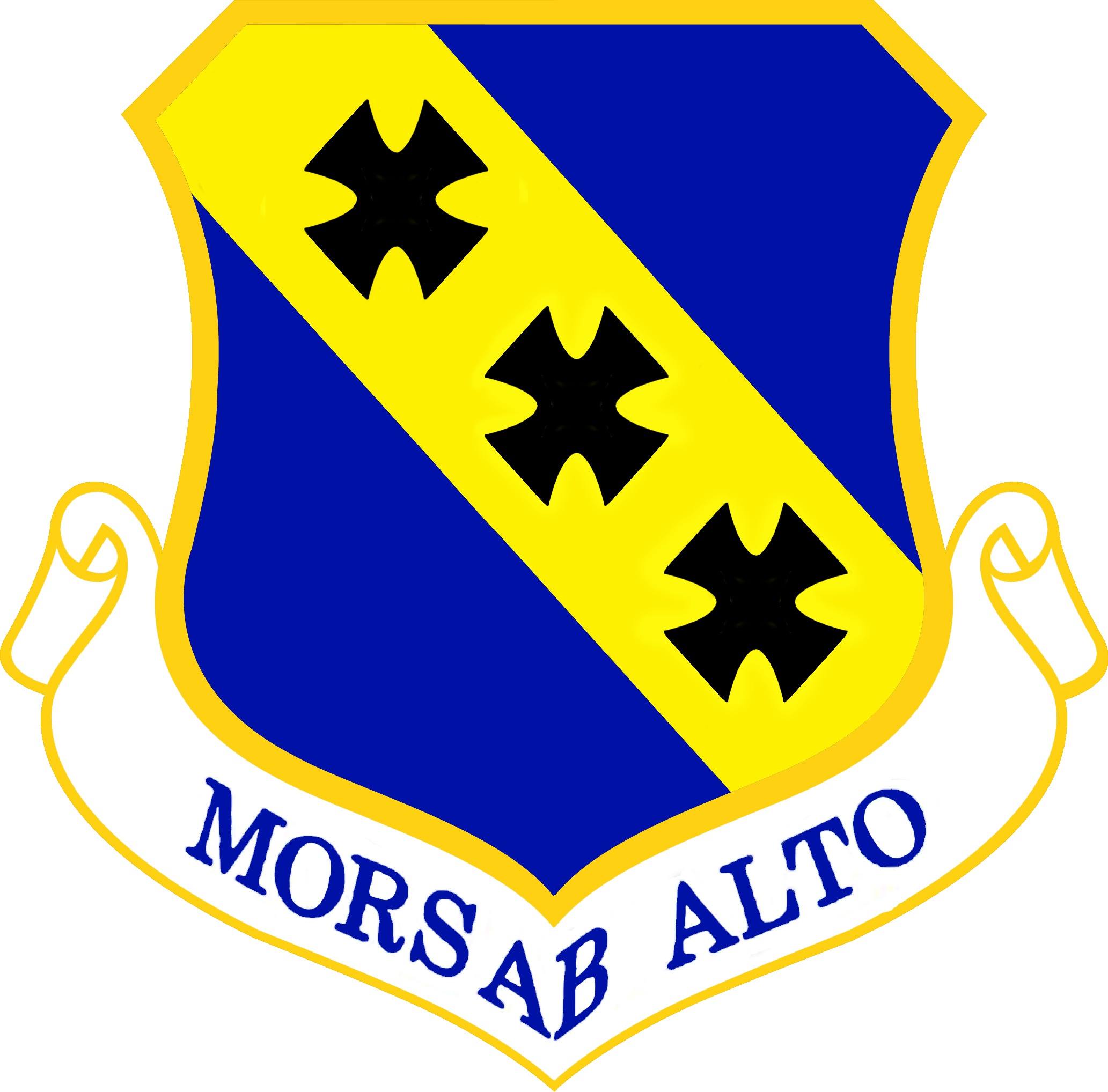
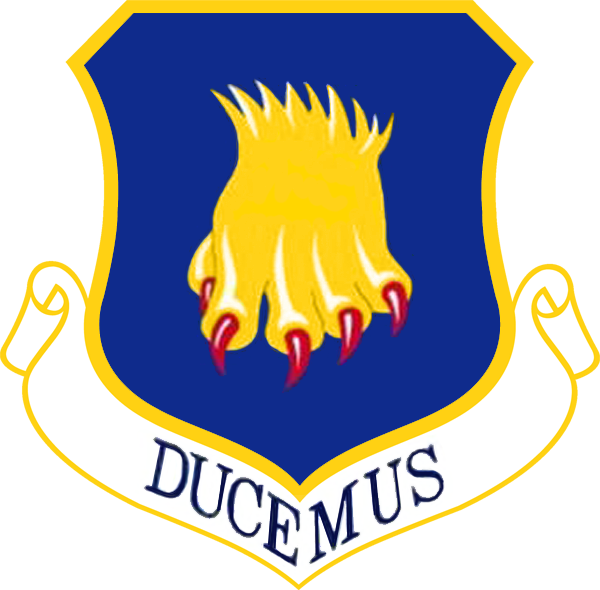
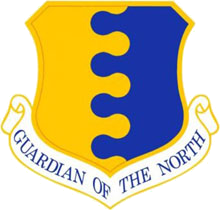
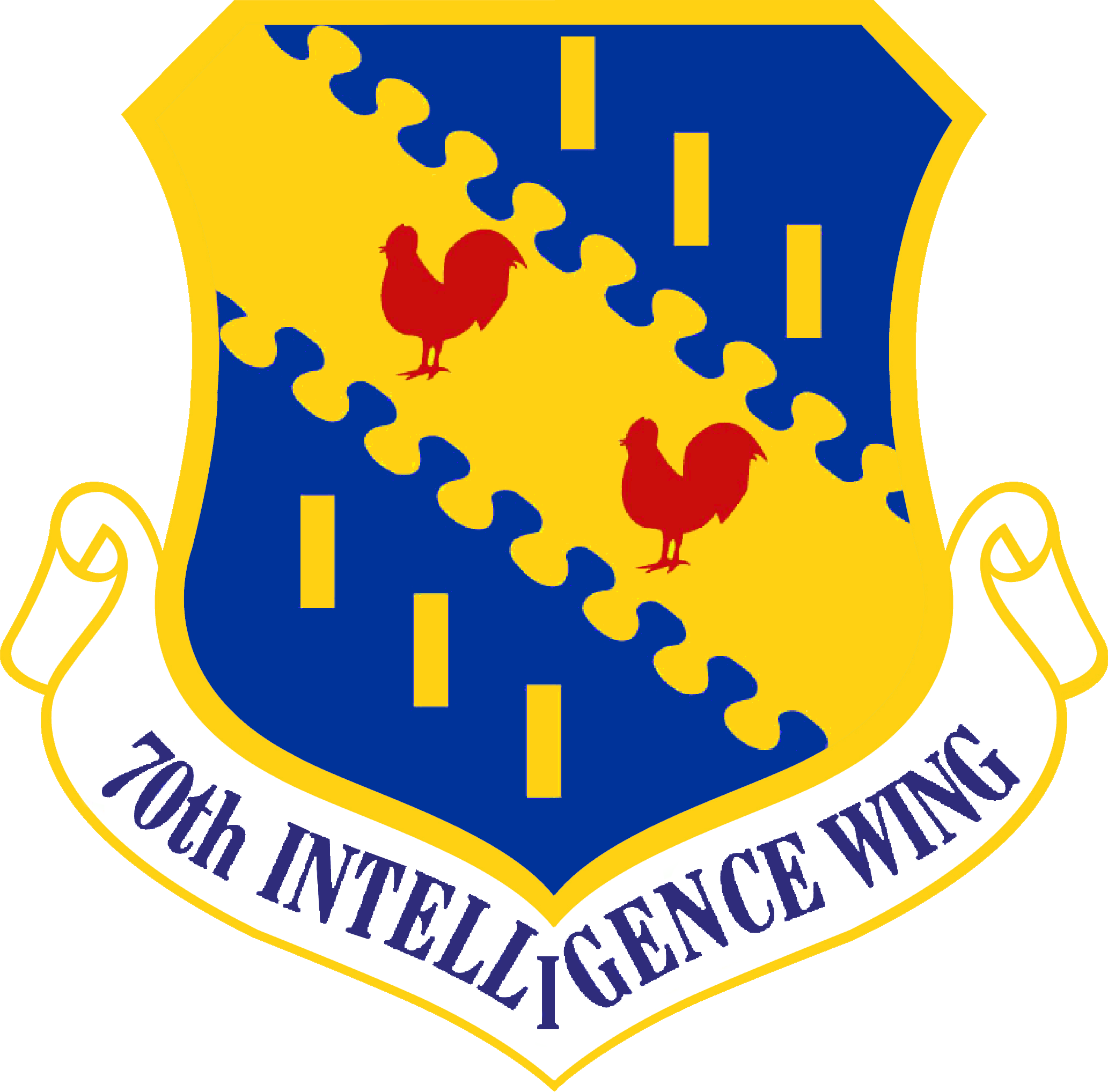
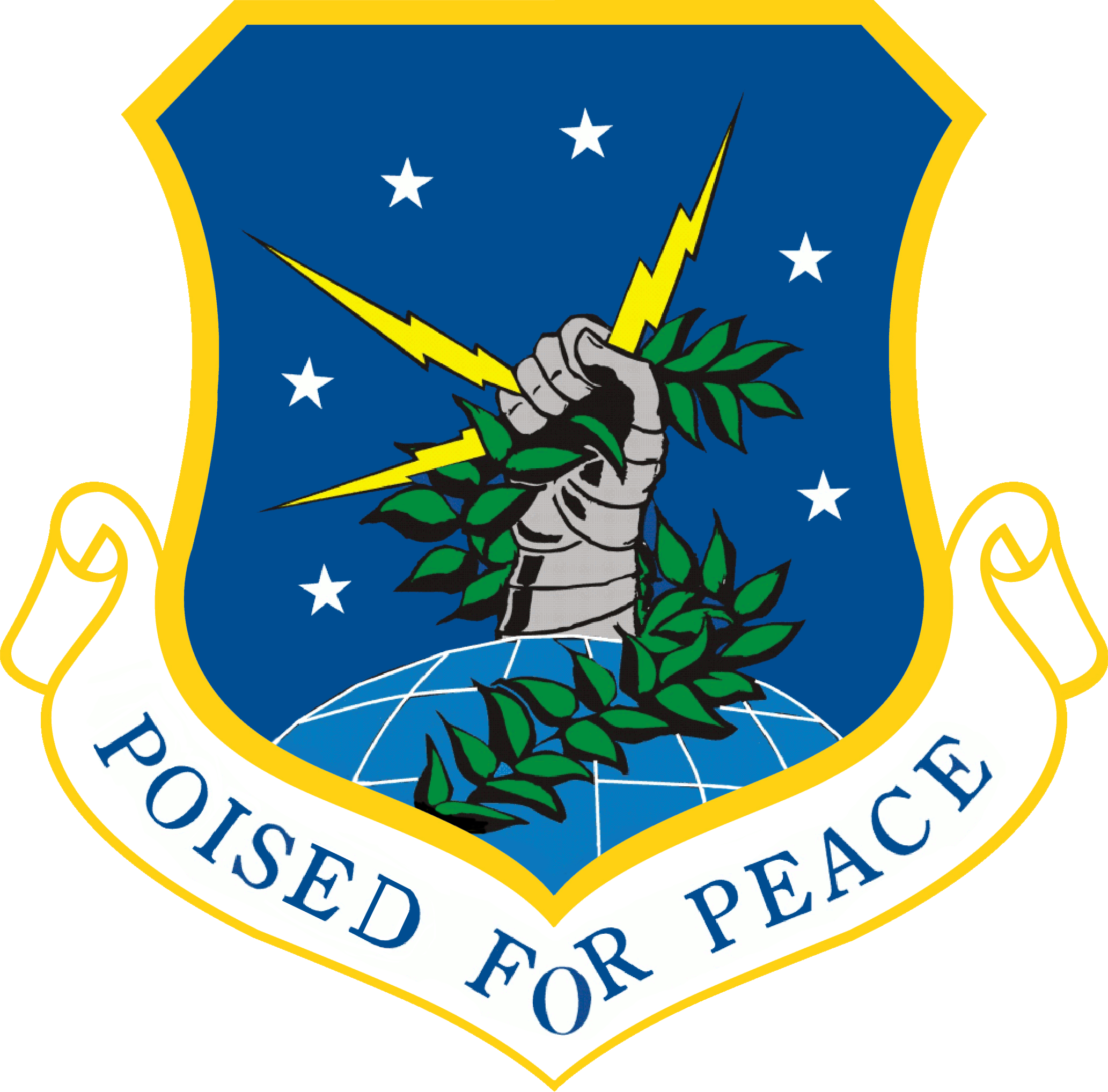
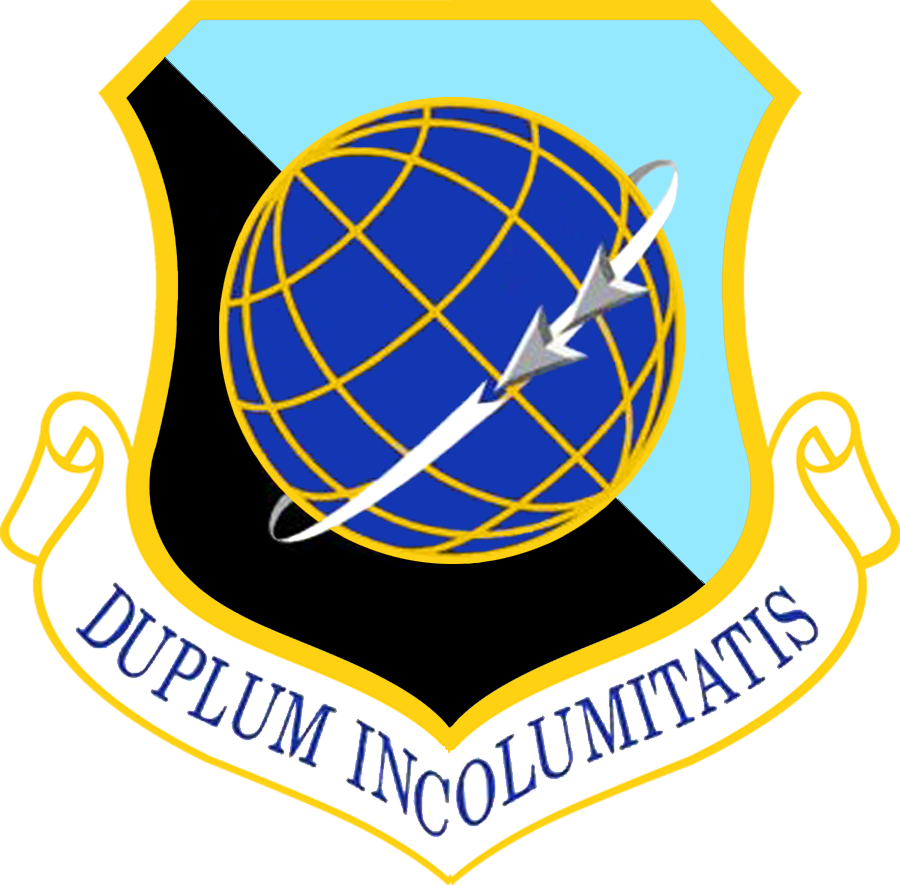
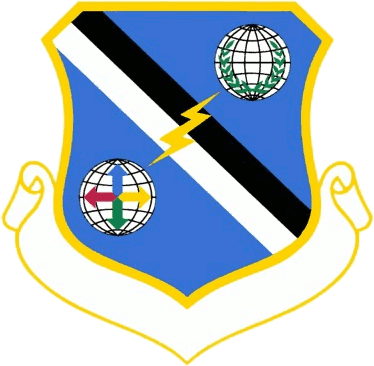
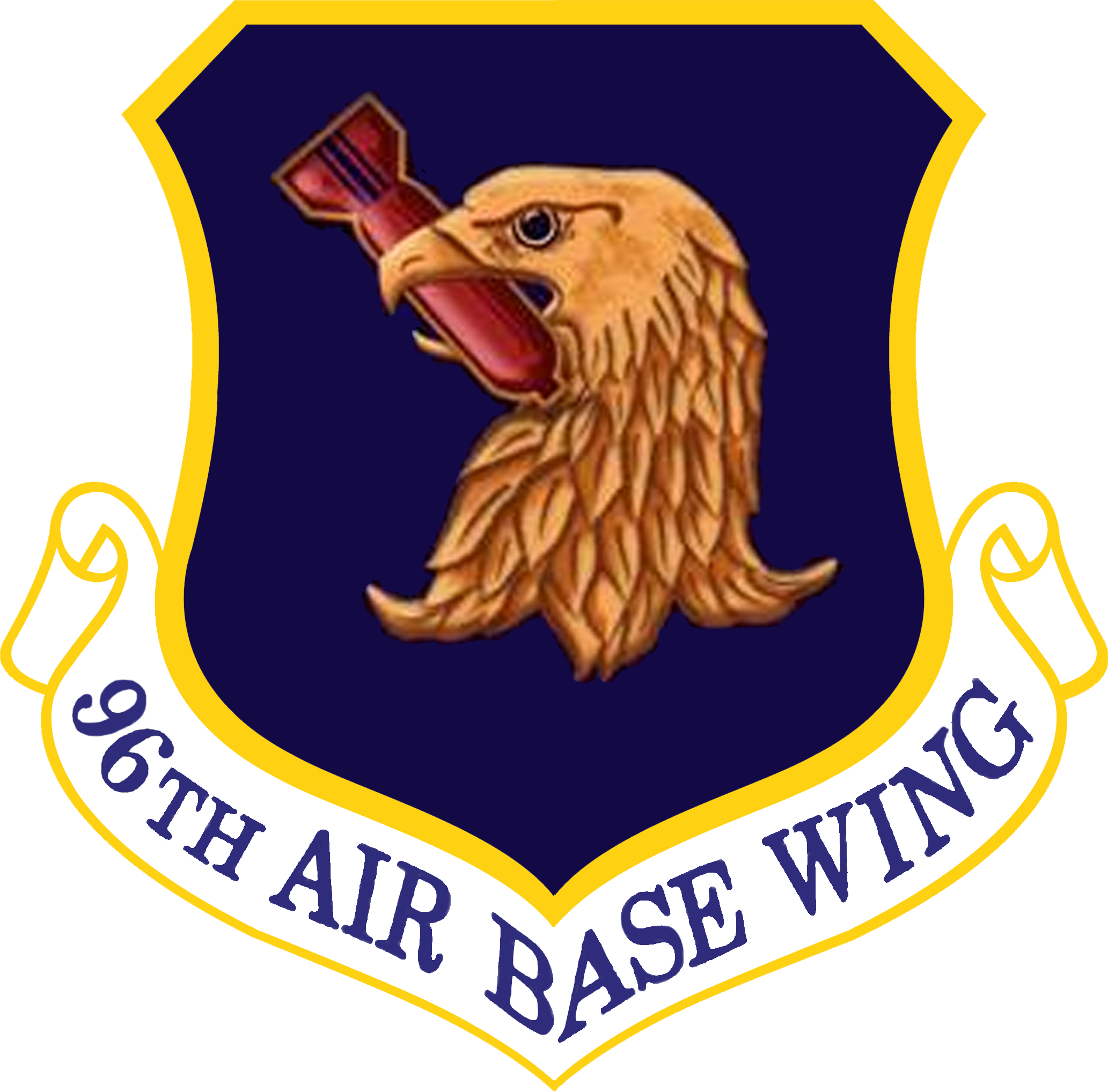
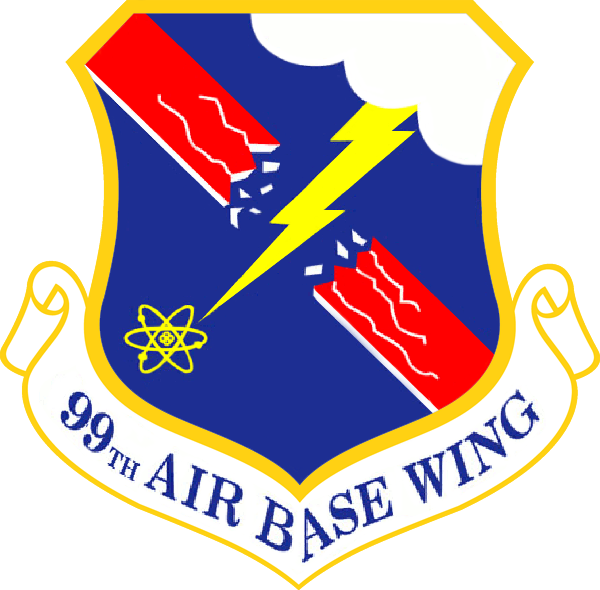
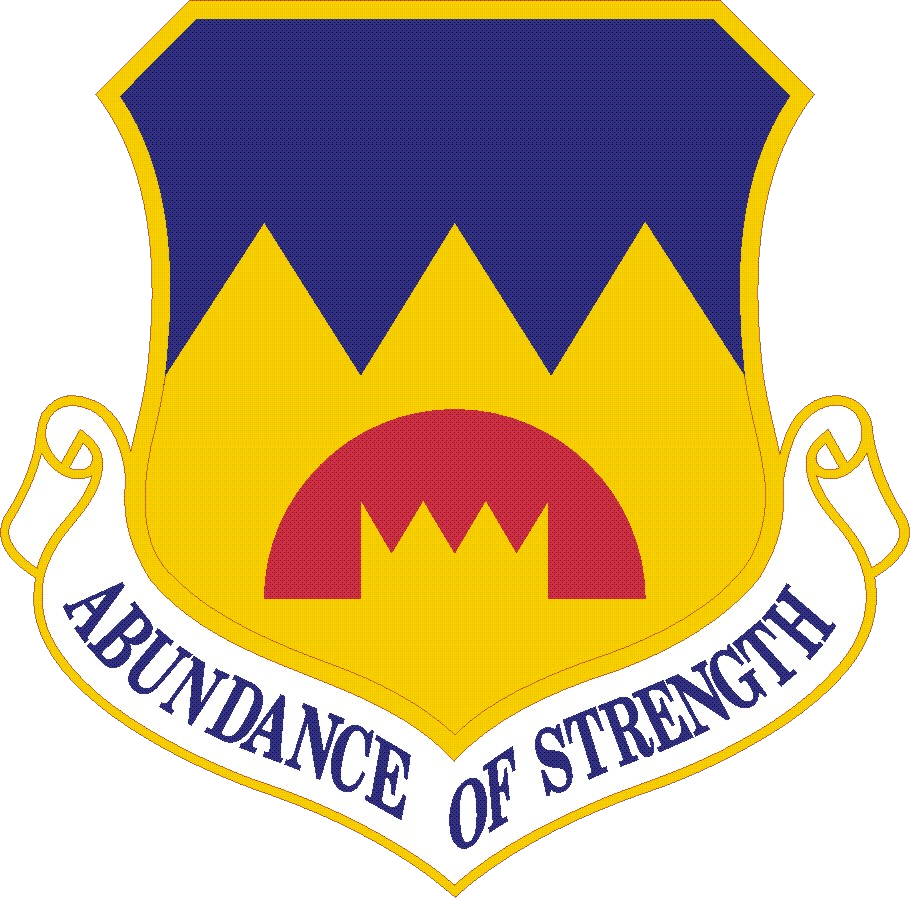
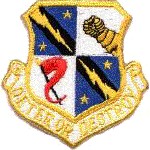
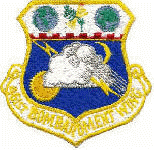
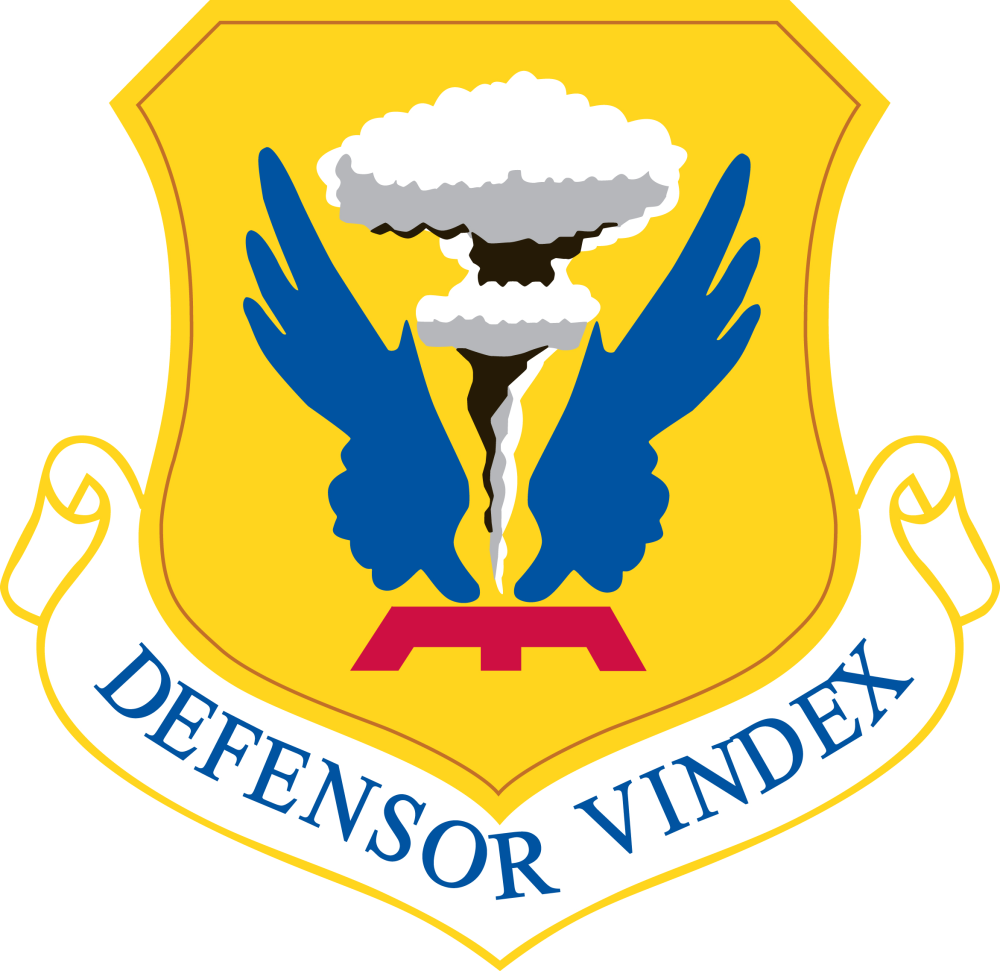